# 가라르지방
가라르지방(일본어: ガラル地方 가라루치호[*] 영어: Galar Region)은 포켓몬스터 시리즈에 등장하는 가상의 장소이다. 영국을 바탕으로 만들어졌으며, 포켓몬스터 소드 실드가 이 지방을 배경으로 진행되고 애니메이션 포켓몬스터 W는 완전하게 이 배경을 진행하지 않고 중간에 가끔씩 이 지방을 배경으로 진행된다. 이 지방의 스타팅 포켓몬은 흥나숭, 염버니, 울머기다.

## 마을

### 펄롱마을
펄롱마을은 주인공의 집이 있는 시골마을이다. 이곳에서는 1번도로와 꾸벅졸음숲에 갈 수 있다.

### 브래시마을
브래시마을에는 부티크, 나무열매숍, 포켓몬센터, 브래시마을역, 포켓몬 연구소가 있다. 이곳에서는 1번도로와 2번도로로 갈 수 있다. 그리고 브래시마을역에서는 가라르지방의 다른 곳으로 이동할 수 있다.

### 엔진시티
엔진시티는 증기기관을 이용한 승강기나 수차를 볼 수 있는 공업도시이고 그래서 큰스타디움과 호텔, 카페 등 볼거리가 많이 있다. 그리고 배틀카페에서 하루에 한번씩 배틀할 수도 있다.

#### 엔진시티 체육관
3번째 체육관 관장으로 불꽃타입을 사용한다. 엔진시티 체육관 관장은 순무이다. 체육관 미션은 포켓몬을 잡아 포인트를 버는 것이다. 순무는 거다이맥스를 하는 다태우지네를 사용한다. 거다이맥스 기술은 거다이백화다.

### 터프마을
터프마을에는 지상화와 비행의 비석, 물의 비석, 독의 비석, 풀의 비석, 악의 비석, 불꽃의 비석이 있고 중앙에는 거대한 스타디움이 있다. 이곳에서는 고정 심볼인카운터로 가재장군을 얻을 수 있고 교환으로 관동지방의 나옹을 얻을 수 있다. 그리고 이곳에서는 달인의 띠도 얻을 수 있다.

#### 터프마을 체육관
1번째 체육관 관장으로 풀타입 포켓몬을 사용한다. 터프마을 체육관 관장은 아킬이다. 체육관 미션은 우르들을 목초더미에 몰아넣는 것이다. 아킬은 다이맥스한 백솜모카를 사용한다.

### 바우마을
바우마을에는 시장과 레스토랑 등이 있고 사람들이 많은 항구 마을이다. 이곳에서는 낚시로 약어리나 배쓰나이, 찌로꼬치 등을 낚을 수 있다. 이곳에는 바우마을역과 바우스타디움, 포켓몬센터, 씨푸드레스토랑, 향로숍, 한약방 상인이 있다. 그리고 이곳에서는 주인공의 치라미와 소미안을 교환할 수 있다.

#### 바우마을 체육관
2번째 체육관 관장으로 물타입 포켓몬을 사용한다. 바우마을 체육관 관장은 야청이다. 체육관 미션은 스위치를 전환해서 미로를 돌파 하는 것이다. 야청은 거다이맥스한 갈가부기를 사용한다.

### 너클시티
너클시티는 중세성벽이 늘어선 역사 깊은 마을이다. 마을전체에 포켓몬센터가 총3군데 있고 각 프렌들리숍마다 다른상품을 판매한다. 그리고 너클스타디움 앞에서는 로즈를 만나는데 로즈는 소원의별에 관한 정보를 알려준다. 너클시티에는 보물고, 포켓몬센터(서쪽), 포켓몬센터(중앙), 포켓몬센터(동쪽), 헤어살롱, 배틀카페, 부티크, 너클스타디움, 너클시티역이 있다. 그중에 포켓몬센터(중앙)에는 BP숍이 BP(배틀 포인트)는 배틀타워에서 배틀을 하고 받을 수 있다. 그리고 이곳에서는 기합의띠, 평온의방울, 새콤한사과(소드), 달콤한사과(실드), 만능우산등을 얻을 수 있고 주인공의 일레즌과 토게피를 교환할 수 있다.

#### 너클시티 체육관
8번째 체육관 관장으로 드래곤타입 포켓몬을 사용한다. 너클시티 체육관 관장은 금랑이다. 체육관 미션은 더블배틀 3연전에서 이기는 것이다. 금랑은 거다이맥스한 두랄루돈를 사용한다. 거다이맥스 기술은 거다이감쇠다.

### 래터럴마을
래터럴마을은 고대예술을 중심으로 번성한 산간마을이다. 이곳에는 래터럴유적, 래터럴스타디움, 포켓몬센터가 있다. 그리고 래터럴유적에서는 비트가 대왕끼리동을 가지고 유적을 부수려고 하는데 주인공이 막았지만 유적은 부서진다. 유적속에는 가라르의 영웅과 2마리의 포켓몬동상이 있다. 그리고 교환으로 몸지브림(소드)과 메롱꿍(실드)을 얻을 수 있다. 그리고 래터럴마을에는 득템가게가 있다.
챔피언이 되면 득템가게에서 울트라볼을 준다.

#### 래터럴마을 체육관 (소드)
4번째 체육관 관장으로 격투타입 포켓몬을 사용한다. 래터럴마을 체육관 관장은 채두이다. 체육관 미션은 컵을 타고 목표지점에 골인하는 것이다. 채두는 거다이맥스한 괴력몬을 사용한다. 거다이맥스 기술은 거다이회심격이다.

#### 레터럴마을 체육관 (실드)
4번째 체육관 관장으로 고스트타입 포켓몬을 사용한다. 래터럴마을 체육관 관장은 어니언이다. 체육관 미션은 컵을 타고 목표지점에 골인하는 것이다. 어니언은 거다이맥스한 팬텀을 사용한다. 거다이맥스 기술은 거다이환영이다.

### 스파이크마을
스파이크마을은 많은 가게들이 어수선하게 늘어선 것이 왠지 펑크스러운 분위기의 마을이다. 하지만 마을안은 깜깜하고 포켓몬센터를 제외한 건물은 모두 셔터가 내려져 있다. 그리고 포켓몬 교환으로 관동지방의 마임맨을 얻을 수 있다.

#### 스파이크마을 체육관
관장은 두송이다.7번째 체육관 관장으로 악타입 포켓몬을 사용한다.  체육관 미션은 없다. 옐단을 돌파하면서 마을안쪽으로 전진해야 한다. 두송은 다이맥스포켓몬을 사용하지 않는다.

### 아라베스크마을
아라베스크마을은 루미너메이즈숲을 지나면 나타나는 마을이다. 컬러풀하게 빛나는 불가사의한 버섯이 있다. 이곳에서는 교환으로 하나지방의 데스마스를 얻을 수 있다. 그리고 진화의휘석도 얻을 수 있다.

#### 아라베스크마을 체육관
5번째 체육관 관장으로 페어리타입 포켓몬을 사용한다. 아라베스크마을 체육관 관장은 포플러이다. 체육관 미션은 퀴즈에 답하면서 체육관트레이너와 3번배틀해서 이기는 것이다. 포플러는 거다이맥스한 마휘핑을 사용한다. 거다이맥스 기술은 거다이단원이다.포플러는 한번만 싸울 수 있다. 너클시티로 가게되면 비트를 자신의 체육관으로 데려가서
비트가 체육관관장이 되기 때문이다.

### 키르쿠스마을
키르쿠스마을은 오래된 건물이 늘어서 있는 온천 거리이다. 마을 중앙에 있는 키르쿠스 온천은 가라르의 영웅이 부상을 입은 몸을 치료했다는 전설이 있어서 일명 "영웅의 탕"이라고 부른다. 그리고 이곳에서는 광각렌즈, 흔들림없는부적, 기술머신 등을 얻을 수 있다. 챔피언이 되고나서 게임프리크 모리모토한테서 둥근부적을 얻을 수 있다. 그리고 흔들림없는부적을 얻은 곳에서 포켓몬도감을 다채우면 빛나는부적을 얻을 수 있다.

#### 키르쿠스마을 체육관(소드)
6번째 체육관 관장으로 바위타입 포켓몬을 사용한다. 키르쿠스마을 체육관 관장은 마쿠와이다. 체육관 미션은 함정을 피해 전진하는 것이다. 마쿠와는 거다이맥스한 석탄산을 사용한다.

#### 키르쿠스마을 체육관(실드)
6번째 체육관 관장으로 얼음타입 포켓몬을 사용한다. 키르쿠스마을 체육관 관장은 멜론이다. 체육관 미션은 함정을 피해 전진하는 것이다. 멜론은 거다이맥스한 라프라스를 사용한다. 거다이맥스 기술은 거다이선율이다.

### 슛시티
슛시티에는 론도로제호텔과 헤어살롱, 부티크, 배틀카페, 포켓몬센터, 슛시티역, 슛스타디움이 있다. 슛시티 안쪽에 위치한 거대한 건물이 슛스타디움이다. 접수대에 가면 8개의 배지를 체크해준다. 중앙에서는 공중날기택시를 사용할 수 있다. 그리고 모노레일도 있는데 이동할 때에는 모노레일이 더욱 빠르게 이동할 수 있다. 그리고 챔피언이 되고나서는 배틀타워가, 챔피언이 되기전에는 배틀타워가 아니라 로즈타워이다. 배틀타워에서는 싸워서 이기면 BP를 받을 수 있고 또한 BP숍도 있다. 자세한 사항은 배틀타워를 참고.

## 도로

### 1번 도로
1번도로는 펄롱마을과 브래시마을을 이어주는 짧은길이다. 여기서는 훔처우, 부우부, 우르, 두루지벌레, 탐리스 등을 잡을 수 있다.

### 2번 도로
2번도로는 육지에리어와 큰호수에리어로 이루어져있다. 호수에리어에서는 희귀포켓몬인 갸라도스, 라프라스, 가로막구리 등을 잡을 수 있다.
이곳에서는 박사의 집에 갈 수 있다. 그리고 박사에게 다이맥스밴드를 받을 수 있다. 육지에리어에서는 탐리스, 연꽃몬, 두루지벌레 등을 잡을 수 있다.

### 3번 도로
3번 도로는 엔진시티와 가라르광산을 잇는 긴 길이다. 이 곳에서는 태우지네, 깨봉이, 배루키,지그제구리(가라르),꼬모카 등을 잡을 수 있다. 그리고 이 곳에서는 가라르광산과 엔진시티에 갈 수 있다.

### 4번 도로
4번 도로에는 계단식 밭들이 펼쳐져 있다. 이곳에서는 낮은확률로 피카츄와 이브이가 심볼인카운터로 등장한다.(이브이는 실드=5% 소드=1%확률), (피카츄는 실드=1% 소드=5%확률)그리고 철시드, 꼬몽울, 에블리, 마빌크, 우르,나옹(가라르),멍파치,디그다 등도 출현한다.

### 5번 도로
5번 도로는 2개의 마을을 일직선으로 이어주는 긴 도로이다. 이곳에는 맡기미집이 있다. 그리고 이곳에는 옐단조무레기가 있는데 배틀을 해서 이기면 "로토무 자전거"를 받을 수 있다. 그리고 맡기미집에 있는 여성에게 말을 걸면 일레즌과 경험사탕을 받을 수 있다. 또 과사삭벌레, 슈쁘 등을 잡을 수 있다.

### 6번 도로
래터럴마을로 이어지는 험난한 산길이다. 이곳에서는 닥트리오, 코터스, 루차불, 터검니, 톱치,목도리키텔 등을 잡을 수 있다. 그리고 화석을 연구하는 모젤란에게 가서 말을 걸면 화석을 포켓몬으로 복원해준다.(서로 다른 종류의 화석2개가 있어야함)

### 7번 도로
너클시티와 다른마을을 이어주는 도로이다. 이곳에서는 두빅굴, 모르페코, 냐오닉스 등을 잡을 수 있다. 그리고 다리 위에서는 호브와 배틀한다.

### 8번 도로
키르쿠스마을로 이어지는 산길이다. 와일드에리어 외에는 이곳에서만 출현하는 포켓몬도 있다. 이곳에서는 고정 심볼 인카운터로 대여르와 암팰리스가 나오고 루나톤, 솔록, 토게데마루, 드래피온 등이 출현한다.

### 9번 도로
키르쿠스마을과 스파이크마을을 이어주는 도로이다. 스파이크마을 변두리 에리어 외에는 날씨가 싸라기눈이다. 이곳에서는 고정 심볼 인카운터로 얼음귀신이 나오고 심볼 인카운터와 인카운터로 찌르성게와 해무기가 나온다. 그리고 이곳에서는 "로토무자전거"의 수륙양용 버전을 받을 수 있다.

#### 9번 도로 키르쿠스만
이곳에서는 고정 심볼 인카운터로 케오퍼스가 5마리 나온다. 그리고 인카운터와 심볼 인카운터로 타타륜, 고래왕, 라프라스, 찌르성게가 나온다.

#### 9번 도로 스파이크마을 변두리
이곳에서는 모르페코, 타타륜, 탱탱겔 등이 나온다. 그리고 초점렌즈가 나온다. 스파이크마을 변두리에서는 마리를 만나는데 마리와 배틀해서 이기면 스파이크마을에 들어가는 방법을 알려준다.

### 10번 도로
화이트힐역에서 내리면 사방은 온통 눈 세상이다. 큰 설산 같은 지형의 이곳 10번도로를 넘어가면 슛시티가 등장한다.

#### 10번 도로 역부근
이곳에서는 달막화(가라르), 배바닐라, 얼음귀신 등이 나온다. 그리고 기력의덩어리가 나온다.

#### 10번 도로 중턱
이곳에서는 두랄루돈, 빙큐보(실드), 돌헨진 등을 잡을 수 있다. 그리고 파워풀허브를 얻을 수 있다.

#### 10번 도로 정상
이곳에서는 포켓몬이 출현하지 않고 슛시티로 갈 수 있다. 그리고 기술머신98 분함의발구르기를 얻을 수 있다.

## 기타

### 꾸벅졸음숲
꾸벅졸음숲은 누구의 출입도 금지된 신비한 숲이다. 이곳에서는 펄롱마을로 갈 수 있다. 그리고 이숲에서는 "포켓몬스터 소드"에서는 자시안을 만날 수 있고, "포켓몬스터 실드"에서는 자마젠타를 만날 수 있다. 이곳에 나오는 자시안과 자마젠타는 데미지가 들어가지 않는다. 그리고 이곳에서는 턱지충이와 두루지벌레 등이 출현한다. 그리고 챔피언이 되고 나서 다시가면 조금 더 깊은 곳에 갈 수 있는데 거기서는 또도가스가 출현하고 더 깊이 들어가면 자시안과 자마젠타의 신전을 보고 호브와 배틀한 뒤 거기서 실드에서는 녹슨방패를 소드에서는 녹슨검을 얻을 수 있다. 그러고는 두번째스토리로 이어진다.

### 와일드에리어
포켓몬이 많이 서식하고 있는 곳.
포켓몬굴에서 빛이 쏟아져 나오는 곳에는 다이맥스나 거다이맥스 포켓몬이 출현한다. 날씨에 따라 서식하는 포켓몬이 다르다. (예:역린호수에서는 이브이의 진화형이 날씨에 따라 나오는 진화형이 다르다. :너클시티 주변참고)그리고 여러도구와 기술머신을 얻을 수 있다.

#### 엔진시티 주변
와일드에리어에서는 다양한종류의 포켓몬이 서식한다. 또 이곳에서는 포켓몬굴을 발견할수도 있다. 그리도 와일드에리어역에서는 레츠고! 피카츄의 플레이 데이터를 가지고 있으면 거다이맥스 피카츄를 주고 레츠고! 이브이의 플레이 데이터가 있으면 거다이맥스 이브이를 얻을 수 있다. 그리고 로토무렐리에 참가해서 스피드볼, 기술머신80 볼트체인지 등을 얻을 수 있다. 또 와트숍에서는 로토무자전거의 컬러나 로토무자전거 스피드업등을 살수있고 그리고 와일드에리어에는 랜덤으로 출현하는 NPC도 나온다.

#### 너클시티 주변
이곳에는 포켓몬 맡기미집이 있는데 근처에서 잡아서 바로 맡길수 있다. 그리고 구멍파기 형제가 있는데 500W를 주면 아이템을 준다. 체력이 좋은 쪽에 부탁하면 아이템은 많이 나오지만 귀중한 아이템은 확률이 적다. 그리고 스킬이 높은 쪽에 부탁하면 귀중한 아이템을 얻기 쉬워진다. 역린호수에서는 하루에 한번만 밀로틱이 출현한다. 그리고 날씨의 따라서 이브이의 진화형이 나온다. :(부스터, 쥬피썬더, 샤미드, 에브이, 님피아, 리피아, 블래키,글레이시아)

### 가라르광산
석탄을 채굴하기위한 광산이다. 내부에는 광차레일이 달려있고 레일에서는 탄차곤이 지나간다. 이곳에서는 고정 심볼 인카운터로 또르박쥐나 탄차곤을 잡을 수 있다. 가라르광산의 출구앞에는 비트가 서있는데 비트를 이겨야지 가라르광산을 나갈 수 있다.

### 엔진시티 변두리
엔진시티와 제2광산을 이어주는 짧은길이다. 이곳에서는 메롱꿍, 야도뇽(실드), 타격귀(소드), 던지미(실드), 야부엉 등을 잡을 수 있다. 그리고 이곳에서는 희귀한 아이템인 "부적금화"를 얻을 수 있다.

### 루미너스메이즈숲
아라베스크마을로 이어지는 어두운 숲속에는 불가사의한 버섯들이 불빛을 내고 있다. 이곳에서는 에써르, 포니타 (가라르), 내던숭이, 하랑우탄 등을 잡을 수 있다. 숲속에는 화면이 보이지 않을 정도로 깜깜한 곳도 있는데 그런 곳에서는 버섯을 만지면 버섯이 발광하면서 밝아진다.

### 8번도로 모락모락 좁은길
터널을 빠져나오면 그곳은 눈이 소복이 쌓인 좁은 길이다. 그리고 이곳에서는 달막화(가라르), 던지미(실드), 타격귀(소드),누니머기 등이 나온다. 도구는 아무것도 얻을 수 없다.

### 배틀타워
챔피언이 되고 나서는 배틀타워가, 챔피언이 되기 전에는 배틀타워가 아니라 로즈타워이다. 배틀타워에서는 싸워서 이기면 BP를 받을 수 있고, 또한 BP숍도 있다. 그리고 팀을 빌릴 수도 있고, 랭크배틀 기술을 배울 수 있는 곳도 있다. 또 타입:널과 여러 가지 메모리를 받을 수 있다. 타입:널은 캠프로 친해지면 실버디로 진화한다.

### 배틀카페
하루에 한 번 배틀해서 디저트를 얻을 수 있다. (사탕공예, 튼튼밀크 등)그리고 배틀카페는 엔진시티(29레벨정도), 너클시티(39레벨정도), 슛시티(49레벨정도)에 있다. 가는 곳마다 싸울때 포켓몬의 레벨이 다르다.

### 부티크
옷을 갈아입거나 살 수 있다.
부티크는 엔진시티, 너클시티, 키르쿠스마을, 슛시티에 있다.
가는 곳마다 파는 옷이 다르다.

### 헤어살롱
머리스타일을 바꿀 수 있다.
헤어살롱은 엔진시티, 너클시티, 키르쿠스마을, 슛시티에 있다.
가는 곳마다 해주는 머리는 똑같으며 1000원에 메이크업도 해준다.